# Respire (film, 2014)
Pour les articles homonymes, voir Respire (homonymie).
Pour plus de détails, voir Fiche technique et Distribution.
Respire est un film français réalisé par Mélanie Laurent, sorti en 2014.
Adapté librement du premier roman d'Anne-Sophie Brasme, il a été présenté à la Semaine de la critique lors du festival de Cannes 2014.

## Synopsis
Charlène, surnommée Charlie, une lycéenne de 17 ans, vit dans la région de Montpellier. Elle habite chez sa mère, Vanessa, dépressive, qui se laisse maltraiter par son père. Malgré tout, Charlie est une adolescente équilibrée, discrète et bonne élève, avec la même bande d'amis depuis la sixième.
Un jour, Sarah Perrin, une nouvelle fille arrive dans sa classe. Elle est belle, charismatique, et a des tas d'histoires incroyables à raconter : elle a beaucoup voyagé, sa mère absente travaille au Nigeria pour une ONG et elle vit chez sa tante le temps de passer le bac. Rapidement, Sarah prend Charlie sous son aile et devient son amie la plus proche. Elle la sort de sa zone de confort et devient aussi le centre de son univers. Elle commence alors à se mêler de ses problèmes de famille et faire le tri dans ses fréquentations. Elle finit même par se faire inviter pour une semaine de vacances dans un camping au bord de la mer, par la mère et la tante de Charlie.
Durant ce séjour, Sarah révèle de nouvelles facettes de sa personnalité. Après que Charlie l'a présentée comme une simple copine et que Vanessa a eu une aventure avec un homme qui lui plaisait, Sarah se montre ambivalente, tantôt aimante, tantôt cruelle. Charlie ne comprend plus rien à ses brusques changements d'attitude. De retour au lycée, tout semble oublié, mais Charlie commence à repérer certaines incohérences dans les fabuleux récits de son amie. Un soir, après les cours, elle la suit jusque chez elle et découvre que Sarah ment depuis le tout début : sa mère, alcoolique, vit dans un petit appartement d'un HLM mal fréquenté et harcèle Sarah dès qu'elle rentre chez elle.
Lorsque Charlie révèle tout ce qu'elle sait à Sarah, celle-ci, folle de rage, déchaîne sur elle un véritable harcèlement en répétant à tout le monde ce que son amie a pu lui confier de son manque d'expérience sexuelle. Elle se laisse faire, s'isole, refuse l'aide de ses anciens amis, et en vient même à avoir une crise d'asthme sévère pendant un cours de sport. Cependant, quelque temps plus tard, Sarah vient frapper à sa porte car sa mère l'a battue. Voyant là une occasion de restaurer leur amitié, Charlie l'aide sans poser de question. Elle tombe des nues lorsque, devant les grilles du lycée, son ancienne amie l'envoie de nouveau balader car elle ne veut pas être vue en sa compagnie. Elle comprend alors que Sarah joue avec ses sentiments et profite d'elle, exactement comme son père avec sa mère, et qu'elle aura une existence aussi triste que la sienne si elle n'a pas la force de tourner la page.
Charlie commence alors à sortir la tête de l'eau. Elle fait un pas vers Lucas, un garçon amoureux d'elle, se concentre davantage sur le bac, se laisse moins affecter par l'attitude de Sarah. Vanessa semble aussi reprendre sa vie en main en trouvant un travail dans un domaine qui l’intéresse.
À la fin de l'année scolaire, les deux filles se revoient une dernière fois chez Charlie, au prétexte d'affaires à récupérer. Sarah la provoque avec cruauté, lui reprochant être une mauvaise personne, d'avoir essayé de détruire sa vie et de jouer les victimes pour l'apitoyer. La jeune fille encaisse, jusqu'au moment où il est question de la vie d'étudiante que Sarah va mener à Paris avec sa nouvelle amie, Isa, une vie de rêve que Charlie ne connaîtra jamais, car elle est trop banale, gamine et inhibée. Charlie craque, la frappe, puis l'étouffe avec son oreiller.
Vanessa comprend que quelque chose ne va pas lorsqu'elle rentre chez elle et retrouve sa fille en larmes. Elle finit par se précipiter dans la chambre de sa fille pour y découvrir avec horreur le corps de Sarah.

## Fiche technique
- Titre original : Respire
- Réalisation : Mélanie Laurent
- Assistant réalisation : Luc Bricault
- Scénario : Julien Lambroschini et Mélanie Laurent, d'après le roman Respire d'Anne-Sophie Brasme
- Décors : Stanislas Reydellet
- Costumes : Maïra Ramedhan-Levi
- Photographie : Arnaud Potier
- Son : Cyril Moisson, Alexis Place, Cyril Holtz
- Montage : Guerric Catala
- Musique : Marc Chouarain
- Production : Bruno Levy
- Sociétés de production[1] : Move Movie (France), Gaumont (France), Mely Productions (France), avec la participation de Canal+ (France), Ciné+ (France), en association avec la Région Languedoc-Roussillon et en partenariat avec le CNC (France) et Manon 4 (France)
- Budget : 3 350 000 euros[2]
- Société de distribution : Gaumont (France et étranger)
- Pays d'origine :  France
- Langue originale : français
- Format : couleur — 2,35:1 (scope) — son Dolby SRD
- Genre : drame
- Durée : 92 minutes
- Dates de sortie : 
  - France : 17 mai 2014 (Festival de Cannes)
  - France : 12 novembre 2014 (sortie nationale)
- (fr) Classification CNC : tous publics (visa d'exploitation no 137801)

## Distribution
- Joséphine Japy : Charlie
- Lou de Laâge : Sarah
- Isabelle Carré : Vanessa, la mère de Charlie
- Claire Keim : Laura, la tante de Charlie
- Rasha Bukvic : le père de Charlie
- Carole Franck : la mère de Sarah
- Roxane Duran : Victoire, la meilleure amie de Charlie avant l'arrivée de Sarah
- Thomas Solivérès : Gastine
- Camille Claris : Delphine
- Louka Meliava : Lucas
- Louise Grinberg : Louise
- Fanny Sidney : Isa
- Anne Marivin
- Alejandro Albarracin
- Marie Denarnaud
- Benjamin Duc

## Tournage
- Début des prises de vue à partir du 25 novembre 2013[3] avec des contraintes financières, dixit Mélanie Laurent : « Je n’ai obtenu qu’un petit budget, ce qui oblige à se dépasser : six semaines et pas une de plus, caméra épaule, trois prises au maximum dans trois ou quatre décors » (dossier pédagogique du film[4]).
- Extérieurs dans l'Hérault : Béziers (scènes au lycée Jean Moulin), prés de l'étang de Thau à Marseillan (scènes de vacances), Mèze (quartier de Charlie et Vanessa)[5].

## Accueil critique

### Critiques positives
- Le Journal du dimanche : « La mise en scène brillante s'appuie sur une écriture subtile. […] Étouffant, hypnotique, en un mot, une réussite ! »
- Le Parisien : « Respire est un sans-faute. Impeccablement écrit et maîtrisé, joué à la perfection, il transforme en beauté l'essai des Adoptés en 2010. »
- 20 Minutes : « avec Respire, Mélanie Laurent signe un excellent deuxième film. »
- France Télévisions : « Respire est un film bien dans son époque. Actrice subtile, Mélanie Laurent est aussi une observatrice délicate. »
- Le Dauphiné libéré : « adapté d’un roman d’Anne-Sophie Brasme, un film d’une sensibilité à fleur de peau, où la justesse de l’interprétation et de la réalisation emporte l’émotion. »
- Libération : « le film réfute tout jugement moral pour aller au bout de son fatalisme destructeur, en équilibre instable sur ces aléas, faisant qu’un jour toute victime peut se révéler bourreau, et vice versa. »
- Metro : « Mélanie Laurent signe avec Respire un très beau film, suffocant et tendu, sur la cruauté et la fragilité adolescentes. »
- Ouest-France : « un drame installé avec une maîtrise impressionnante. »
- Paris Match : « Mélanie Laurent confirme son talent de réalisatrice avec son deuxième film, qui évite le naturalisme pour imposer une atmosphère proche du fantastique. »
- Première : « cruellement, toujours à bonne distance, la caméra enregistre les soubresauts de l'adolescence avec une rare justesse, jusqu'à l'irrespirable dénouement. »
- Public : « un film cruel et beau à couper le souffle. »
- Closer : « entre amitié, amour ou franche détestation, ce film brillamment interprété par des jeunes actrices ne laissera pas indifférent. »
- Les Inrockuptibles : « son film est bien écrit, bien dirigé, bien joué, il ne se la pète pas, et ce qu’il ose parfois fonctionne bien. Un bon travail d’artisanat. »

### Critiques négatives
- Direct Matin : « le deuxième film de Laurent confond parfois tempérament et maniérisme. Pourtant, la violence sous-jacente de ces rapports de force est cernée avec brio. »
- La Voix du Nord : « nimbée d’une auréole compatissante, Miss Laurent plaque un sujet dérangeant sur sa mise en scène pleine d’affects. […] Sachons tout de même lui reconnaître le talent de diriger des actrices de caractère. »
- Télérama : « dès que la stylisation cède le pas à la psychologie, le récit faiblit. […] Respire révèle néanmoins deux actrices prometteuses. »
- La Croix : « la représentation de l’amitié naissante et du quotidien des lycéens manque parfois de recherche. Malgré le talent des jeunes actrices, on peine à croire que le personnage de Sarah, immédiatement antipathique, puisse enjôler son entourage. »
- Positif : « La réalisatrice se repose sur une bande-son tonitruante pour tenter de rentrer en force dans l'intimité troublée de la suppliciée. En vain. »

## Distinctions

### Récompenses
- MyFrenchFilmFestival 2015 : Prix de la presse internationale[6]
- Festival du film de Cabourg 2015 : Swann d’Or de la révélation féminine pour Joséphine Japy

### Nominations
| |  |  |
| Les actrices Lou de Laâge et Joséphine Japy, toutes deux nommées au César du meilleur espoir féminin 2015. |  |  |

- César du cinéma 2015 : 
  - Lou de Laâge nommée pour le César du meilleur espoir féminin
  - Joséphine Japy nommée pour César du meilleur espoir féminin

### Sélections
- AFI Fest 2014 : sélection « World Cinema »
- Festival de Cannes 2014 : sélection de la Semaine de la critique (section « Séances spéciales »)
- Festival international du film de Toronto 2014 : sélection « Contemporary World Cinema »